# Республика Корея на зимних Олимпийских играх 1998
Республика Корея принимала участие в Зимних Олимпийских играх 1998 года в Нагано (Япония) в тринадцатый раз за свою историю, и завоевала две бронзовые, одну серебряную и три золотые медали. Сборную страны представляло 37 спортсменов, в том числе 11 женщин.

## Золото
- Шорт-трек, мужчины, 1000 метров — Ким Донсон.
- Шорт-трек, женщины, 1000 метров — Чхве Мингён.
- Шорт-трек, женщины, 3000 метров, эстафета — Чон Игён, Вон Хегён, Ан Санми, Ким Юнми.

## Серебро
- Шорт-трек, мужчины, 5000 метров, эстафета — Чхэ Джихун, Ли Джунхван, Ли Хоын, Ким Донсон.

## Бронза
- Шорт-трек, женщины, 500 метров — Чон Игён.
- Шорт-трек, женщины, 1000 метров — Вон Хегён.